# لیلی ییپ
لیلی ییپ (انگلیسی: Lily Yip؛ زادهٔ ۲۲ اوت ۱۹۶۳) یک بازیکن تنیس روی میز اهل ایالات متحده آمریکا است.
وی در مسابقات کشوری و بین‌المللی در مجموع برنده ۲ مدال طلا، ۴ مدال نقره شده‌است.